# 羽根田治
羽根田 治（はねだ おさむ、1961年 - ）は、日本のフリーライター、編集者。

## 人物
登山や山岳遭難などのアウトドア系の執筆のほか、沖縄県（特に八重山諸島の鳩間島）をはじめとする自然をテーマにした執筆活動を行っている。
山岳遭難、事故の取材も行っている。
鳩間ターフクラブ千葉支部長。長野県山岳遭難防止アドバイザー。日本山岳会会員。
埼玉県浦和市（現さいたま市）出身。埼玉県在住。鳩間島在住。

## 作品リスト
- 自分流山登り虎の巻
- パイヌカジ－－沖縄・鳩間島から
- 空飛ぶ山岳救助隊
- 生還－－山岳遭難からの救出
- ドキュメント 気象遭難（山と渓谷社、2003年6月、ISBN 9784635140041／ヤマケイ文庫、2013年9月、ISBN 9784635047630）
- ドキュメント 道迷い遭難（山と渓谷社、2012年8月、ISBN 9784635140195／ヤマケイ文庫、2015年10月、ISBN 9784635047883）
- ドキュメント 滑落遭難（山と渓谷社、2008年7月、ISBN 9784635140089／ヤマケイ文庫、2013年9月、ISBN ISBN	9784635047623）
- ドキュメント 単独行遭難（山と渓谷社、2012年8月、ISBN 9784635140195／ヤマケイ文庫、2016年12月、ISBN ISBN	9784635048293）
- ロープワーク・ハンドブック
- ユージ　ザ・クライマー
- 野外毒本
- これで死ぬ アウトドアに行く前に知っておきたい危険の事例集[1]